# Нелегальна міграція
Нелегальна міграція — незаконний в'їзд або порушення іноземцями та особами без громадянства правил перебування у країні в'їзду.

Види порушень:
- перебування без документів на право проживання, за недійсними документами або документами, строк дії яких закінчився;
- працевлаштування без відповідного дозволу;
- недодержання встановленого порядку реєстрації, пересування і зміни місця проживання;
- ухилення від виїзду з країни після закінчення відповідного строку перебування тощо[1].